# NGC 6291
NGC 6291 is een balkspiraalstelsel in het sterrenbeeld Draak. Het hemelobject werd op 13 augustus 1885 ontdekt door de Amerikaanse astronoom Lewis A. Swift.

## Synoniemen
- MCG 10-24-86
- ZWG 299.42
- PGC 59435